# 旅行業務取扱管理者
旅行業務取扱管理者（りょこうぎょうむとりあつかいかんりしゃ）とは、旅行業法に定められている旅行業者及び旅行業者代理業者の営業所における顧客との旅行取引の責任者のことである。また、責任者となるための国家試験である旅行業務取扱管理者試験に合格した者すなわち旅行業務取扱管理者資格取得者のこと、あるいは資格そのものを指すこともある。2005年4月に旅行業法が改正される前には旅行業務取扱主任者と呼ばれていた。

## 旅行業務取扱管理者の選任
旅行業法では 第1条（目的）に定められている『旅行業務に関する取引公正の維持』『旅行の安全の確保』『旅行者の利便の増進』を営業所単位で管理・監督させるために、営業所毎に最低1人以上後述の旅行業務取扱管理者試験に合格した者をその営業所の旅行業務取扱管理者として選任することが義務付けられている。選任された者の氏名は旅行業の登録及び更新の際に営業所毎に名簿にして観光庁や都道府県に提出し、営業所に掲示する旅行業登録票に選任者の氏名を記載しなくてはならない。また募集型企画旅行（いわゆるパッケージツアー）のパンフレットには取扱営業所名とあわせて選任者の氏名を記載しなくてはならないと定められており、通常パンフレットの裏面に印刷または押印されている。

旅行業務取扱管理者に選任される者は、旅行業法第11条の3に基づいて観光庁長官が行う旅行業務取扱管理者試験（後述）に合格した有資格者でなくてはならない。資格には、国内と海外の両方の旅行業務を取り扱える総合旅行業務取扱管理者、国内の旅行業務のみ取り扱える国内旅行業務取扱管理者、国内の拠点区域内の旅行業務のみ取り扱える地域限定旅行業務取扱管理者の3種類がある。
営業所には取り扱い範囲に応じた旅行業務取扱管理者資格を持つ者を選任しなくてはならない。複数の営業所での兼任や名義貸しは禁止されている。1人で営業している場合は当然その者は資格を持つ者でなくてはならないことになる。ただし、地域限定旅行業者、またそれを所属旅行業者する旅行業者代理業者は、規定の条件の範囲内であれば、1人の旅行業務取扱管理者が複数の営業所を兼任することができる。なお、観光庁長官の指導により10名以上いる大規模営業所は2名以上選任することが求められている。選任者は管理職である必要はないが、会社組織で管理・監督という業務上、通常は管理職や役職のある者が選任されている。

## 旅行業務取扱管理者の職務
次の10業務についての管理・監督に関する業務を行う。以下の職務全てを自身が行なわなくても良いが「取引条件の説明」及び「書面の交付」の際に旅行者から依頼があった場合は、旅行業務取扱管理者が最終的な説明をしなければならない。
1. 旅行者に対して取引条件を説明する
2. 旅行者に対して適切な書面を交付する
3. 適切な広告を実施する
4. 旅行に関する苦情を処理する
5. 料金の掲示
6. 旅行に関する計画の作成
7. 旅行業約款の掲示及び据え置き
8. 旅程管理措置
9. 契約内容に関する明確な記録または関係書類の保管
10. 前述のほか、必要な事項として観光庁長官が定める事項

また、旅行者から請求があった場合は国土交通省令によって定められている様式の旅行業務取扱管理者証（注）を提示しなければならない。

（注）旅行業務取扱管理者証とは選任された旅行業務取扱管理者、すなわち営業所における旅行取引の責任者であることを証明するために所属旅行会社が発行する証明書である。よって旅行会社によって選任されていなければ発行されない。旅行業務取扱管理者試験の合格証のことではない。

## 各旅行業務取扱管理者の違い
前述のとおり、
- 総合旅行業務取扱管理者・・・国内・海外両方の旅行業務を取り扱う営業所には、この資格を持つ者を、旅行業務に関する責任者として選任しなくてはならない。
- 国内旅行業務取扱管理者・・・国内旅行の業務のみを取り扱う営業所には、この資格もしくは総合旅行業務取扱管理者資格を持つ者を、旅行業務に関する責任者として選任しなくてはならない。
- 地域限定旅行業務取扱管理者・・・拠点区域内の国内旅行の業務のみを取り扱う営業所には、この資格もしくは総合または国内旅行業務取扱管理者資格を持つ者を、旅行業務に関する責任者として選任しなくてはならない。

という違いがある。
「選任する」とは具体的にどうするのかというと、観光庁長官または都道府県知事に旅行業登録を行なう際に（登録更新の際も含め）営業所ごとに国内旅行のみを取り扱うのか国内・海外両方の旅行を取り扱うのかを定め、それぞれ上記の適切な管理者の資格を持った者を営業所における旅行業務取扱管理者として氏名、合格番号などを届け出るのである。よく誤解されているように、旅行会社の営業所で旅行業務に従事する旅行会社の社員にこれらの資格が必要なわけではない。その資格がないと業務に従事できない保険の募集人資格などとは意味合いが異なる。
選任した旅行業者等は選任された旅行業務取扱管理者について、その職務に関し必要な知識及び能力の向上を図るため、旅行業協会が旅行業法に基づき実施する旅行業務取扱管理者定期研修を5年ごとに受けさせなければならないと規定され、受講修了していない場合は、旅行業者等の更新登録の拒否事由に該当する
。
また、旅行サービス手配業は旅行業法上の「旅行業者等」に扱われていないが、営業所ごとに総合または国内旅行業務取扱管理者もしくは「旅行サービス手配業務取扱管理者」を選任することが義務づけられている。

## 試験実施の詳細

### 総合旅行業務取扱管理者試験
年一回、例年10月第4日曜日に実施。日本旅行業協会が旅行業法第69条に基づいて試験事務の代行をしている。過去の試験で不正を行ったなど、規定によって禁止されていなければ誰でも受験することができる。受験料は2025年度から13,000円。
試験地は北海道、宮城県、東京都、愛知県、大阪府、広島県、福岡県、沖縄県。
試験科目は次の通り。合格点は試験前に公表されないが、例年すべての科目で満点の60％（海外旅行実務のみ120点、それ以外の科目は60点）以上の得点を取れば合格となっている。試験時間は全科目受験で前半2科目合わせて80分、後半2科目合わせて120分。なお、国内および地域限定旅行業務取扱管理者試験と同じ試験範囲であっても問題作成者や問題内容は異なる。
- 旅行業法及びこれに基づく命令（100点満点）
- 旅行業約款、運送約款及び宿泊約款（100点満点）：標準旅行業約款が約80点、各種約款が約20点。
- 国内旅行実務（100点満点）：JR・国内主要航空会社・貸切バス・フェリー・旅館などの運賃料金計算および規則・条件が約60点、国内観光地理が約40点。
- 海外旅行実務（200点満点）：国際航空運賃計算、出入国に関する法令、出入国および海外に関する実務、海外観光地理、旅行外国語（英語）。配点は各40点。

国内旅行業務取扱管理者試験に合格している者は「旅行業法令」「国内旅行実務」の2科目、地域限定旅行業務取扱管理者試験に合格している者は「旅行業法令」の受験を免除される。ただし、国内および地域限定旅行業務取扱管理者試験と総合旅行業務取扱管理者試験の実施時期が近いため、国内および地域限定旅行業務取扱管理者試験合格の同年度の試験で免除はされない。
前年度の総合旅行業務取扱管理者試験で不合格になった者のうち、「国内旅行実務」「海外旅行実務」の合格点を満たしていれば、それぞれその科目のみが免除になる。
旅行業務取扱管理者研修（下記参照）を修了すると「国内旅行実務」と「海外旅行実務」の2科目が免除となる。

### 国内旅行業務取扱管理者試験
全国旅行業協会が旅行業法第69条に基づいて試験事務の代行をしている。総合旅行業務取扱管理者試験と同様に、規定によって禁止されていなければ誰でも受験することができる。受験料は2025年度から8,660円（システム利用料含む）。
2024年度からCBT試験（実施期間は9月頃）となり、全国のテストセンターで任意の日を予約し受験する。
試験科目は次の通り。合格点は試験前には公表されないが、例年すべての科目で100点満点中60点以上を取れば合格となっている。試験時間は全科目受験で120分。
- 旅行業法及びこれに基づく命令
- 旅行業約款、運送約款及び宿泊約款：標準旅行業約款が80点、各種約款が20点（貸切バス、フェリー、JR、宿泊、航空各4点）。
- 国内旅行実務：JR・国内主要航空会社・貸切バス・フェリー・旅館などの運賃料金計算および規則・条件が約50点、国内観光地理が約50点。

2006年度から、前年度の国内旅行業務取扱管理者試験で不合格になった者のうち、「国内旅行実務」で合格点に達した者は同科目の受験が免除になっている。
地域限定旅行業務取扱管理者試験に合格している者は「旅行業法令」の受験を免除される。
旅行業務取扱管理者研修（下記参照）を修了すると「国内旅行実務」が免除となる。

### 地域限定旅行業務取扱管理者試験
年一回、例年9月（2023年度までは国内旅行業務取扱管理者試験と同日）に観光庁が実施をする。国内旅行業務取扱管理者試験と同様に、規定によって禁止されていなければ誰でも受験することができる。受験料は5,500円。2024年度より国内旅行業務取扱管理者試験がCBT化されたが、地域限定旅行業務取扱管理者試験はPBTのままで実施される。

試験地は東京都または神奈川県、大阪府または兵庫県

試験科目は次の通り。2023年までは
同日に実施された国内旅行業務取扱管理者試験の問題から航空運送約款、航空運送料金、国内観光地理の問題を除外して出題するため、旅行業法及びこれに基づく命令以外は100点満点ではない。すべての科目で満点の60％以上の得点を取れば合格となっている。試験時間は120分。
- 旅行業法及びこれに基づく命令（100点満点）
- 旅行業約款、運送約款及び宿泊約款（96点満点）：標準旅行業約款が80点、各種約款が16点。
- 国内旅行実務（40点[注 8]満点）：JR・貸切バス・フェリー・旅館の運賃料金計算。

前年度の地域限定旅行業務取扱管理者試験で不合格になった者のうち、「国内旅行実務」で合格点に達した者は同科目の受験が免除になる。
旅行業務取扱管理者研修（下記参照）を修了すると「国内旅行実務」が免除となる。

### 試験について
国内および総合旅行業務取扱管理者試験の両試験を通じ、国内旅行実務の観光地理の分野は難易度が高いといわれ、多くの受験生が苦しめられる。観光地、各地の年中行事など範囲が広く、配点で大きな割合を占めるためである。一方で全国の観光地理にある程度詳しいと有利に働く分野でもある。
また、3試験とも出題される国内旅行実務のJRきっぷの団体料金計算、総合試験で出題される海外旅行実務の国際航空券の料金計算も難易度が高いとされる。現在、どちらも手計算で発券する事はまず無いため、出題形式に疑問を持つ業界関係者も多い。JRの団体乗車券は販売促進きっぷ、国際航空券はIIT券が全盛の時代であり、より実務に近いタリフの読み方を出題すべきとの声がある。
ただし、旅行業務取扱管理者研修（下記参照）を修了するとこれらの科目が免除となる。
受験者内訳を見ると、例年国内旅行業務取扱管理者試験の受験者は大学生などの学生が大半を占め、総合旅行業務取扱管理者試験の受験者は旅行業など実務に従事する人が大半を占める。
3つの試験は試験範囲が重なる部分が多いため、このうち総合と国内又は地域限定旅行業務取扱管理者試験を同じ年度に両方合格することも可能であり、専門学校などでは一気に総合と国内旅行業務取扱管理者試験の2試験両方合格を目指すように指導することが多い。総合旅行業務取扱管理者が国内旅行業務取扱管理者と地域限定旅行業務取扱管理者の試験範囲を含めた上級資格であると考えることもできる。
2012年度（平成24年）の国内旅行業務取扱管理者試験においては出題ミスが発生し、受験者全員に加点されることとなった。

#### 2019年度の台風および新型コロナウイルスの影響
2019年度（令和元年）の総合旅行業務取扱管理者試験について、令和元年東日本台風（台風19号）直撃の影響により、宮城県および東京都会場の試験が中止・延期され、また予定通り実施されたそれ以外の会場の試験の受験者についても、台風19号の影響による公共交通機関の運行停止または大幅な遅延が理由で、 試験会場の受験教室に試験開始後30分までに入室できず受験できなかった受験者については、受験手数料の返金、ならびに科目免除の申請に令和元年度までの有効期限があるものについては、有効期限の延長などの対応をし、また、これに当てはまる受験者のみ、宮城会場、東京会場にて2020年3月15日に再試験を実施することとなる予定だったが、新型コロナウイルス感染拡大の影響で再試験が中止になり、再延期を行わない事となった為、宮城県および東京都会場で受験予定だった受験者の2019年度の試験は行われない事となった
。そのため、2019年度試験を上記理由により受験できなかった者（再試験を申請せず返金した者を含む）に限り、2020年度の試験に対して2018年度分の科目免除の根拠となる証書を有効とした。

#### 2020年度の台風の影響
2020年度（令和2年）の国内旅行業務取扱管理者試験について、台風10号の影響により沖縄県会場の試験が中止・延期され、2020年度中（2021年3月まで）に再試験を実施することとなった。

### 合格率の推移

#### 総合旅行業務取扱管理者試験
全科目受験者と一部科目免除者の合計に基づく全体値のほか、全科目受験者の合格率を付記している。
| 実施年度           | 受験者数 | 合格者数 | 合格率 (全体) | 合格率 (全科目受験者) |
| ------------------ | -------- | -------- | ------------- | --------------------- |
| 2004年（平成16年） | 15,792   | 4,916    | 31.1%         | 18.3％                |
| 2005年（平成17年） | 13,819   | 3,553    | 25.7%         | 15.3％                |
| 2006年（平成18年） | 12,800   | 4,189    | 32.7%         | 20.6%                 |
| 2007年（平成19年） | 13,168   | 4,717    | 35.8%         | 21.8%                 |
| 2008年（平成20年） | 12,576   | 4,309    | 34.3%         | 20.4%                 |
| 2009年（平成21年） | 12,664   | 3,229    | 25.5%         | 15.1%                 |
| 2010年（平成22年） | 13,351   | 4,956    | 37.1%         | 23.7%                 |
| 2011年（平成23年） | 11,833   | 2,956    | 25.0%         | 12.6%                 |
| 2012年（平成24年） | 11,534   | 3,517    | 30.5%         | 14.3%                 |
| 2013年（平成25年） | 10,680   | 2,758    | 25.8%         | 13.7%                 |
| 2014年（平成26年） | 10,521   | 3,004    | 28.6%         | 16.4%                 |
| 2015年（平成27年） | 10,063   | 2,296    | 22.8%         | 12.2%                 |
| 2016年（平成28年） | 10,517   | 2,750    | 26.1%         | 12.8%                 |
| 2017年（平成29年） | 9,950    | 2,324    | 23.4%         | 8.8%                  |
| 2018年（平成30年） | 9,396    | 2,549    | 27.1%         | 11.0%                 |
| 2019年（令和元年） | 3,878    | 1,161    | 29.9%         | 13.0%                 |
| 2020年（令和2年）  | 10,378   | 4,225    | 40.7%         | 18.5%                 |
| 2021年（令和3年）  | 7,135    | 1,785    | 25.0%         | 6.2%                  |
| 2022年（令和4年）  | 5,266    | 1,662    | 31.6%         | 13.5%                 |
| 2023年（令和5年）  | 4,699    | 1,050    | 22.3%         | 7.9%                  |
| 2024年（令和6年）  | 4,680    | 1,320    | 28.2%         | 13.2%                 |

#### 国内旅行業務取扱管理者試験
全科目受験者と一部科目免除者の合計に基づく全体値のほか、全科目受験者の合格率を付記している。
| 実施年度           | 受験者数 | 合格者数 | 合格率 (全体) | 合格率 (全科目受験者) |
| ------------------ | -------- | -------- | ------------- | --------------------- |
| 2004年（平成16年） | 17,788   | 5,364    | 30.2%         | 29.9%                 |
| 2005年（平成17年） | 16,874   | 4,750    | 28.1%         | 27.6%                 |
| 2006年（平成18年） | 16,469   | 5,506    | 33.4%         | 32.7%                 |
| 2007年（平成19年） | 15,928   | 7,431    | 46.7%         | 45.5%                 |
| 2008年（平成20年） | 15,476   | 4,985    | 32.2%         | 32.0%                 |
| 2009年（平成21年） | 16,470   | 6,604    | 40.1%         | 37.9%                 |
| 2010年（平成22年） | 16,287   | 5,342    | 32.8%         | 30.0%                 |
| 2011年（平成23年） | 14,998   | 5,377    | 35.9%         | 35.0%                 |
| 2012年（平成24年） | 15,042   | 5,534    | 36.8%         | 35.6%                 |
| 2013年（平成25年） | 15,241   | 4,702    | 30.9%         | 27.2%                 |
| 2014年（平成26年） | 14,498   | 4,249    | 29.3%         | 28.1%                 |
| 2015年（平成27年） | 15,033   | 4,408    | 29.3%         | 27.8%                 |
| 2016年（平成28年） | 15,352   | 5,081    | 33.1%         | 32.1%                 |
| 2017年（平成29年） | 14,938   | 5,768    | 38.6%         | 36.0%                 |
| 2018年（平成30年） | 14,327   | 5,674    | 39.6%         | 38.3%                 |
| 2019年（令和元年） | 13,946   | 5,645    | 40.5%         | 39.1%                 |
| 2020年（令和2年）  | 11,881   | 4,499    | 37.9%         | 36.1%                 |
| 2021年（令和3年）  | 10,569   | 4,498    | 42.6%         | 40.9%                 |
| 2022年（令和4年）  | 8,945    | 3,125    | 34.9%         | 32.9%                 |
| 2023年（令和5年）  | 8,960    | 3,270    | 36.5%         | 35.7%                 |
| 2024年（令和6年）  | 10,943   | 3,660    | 33.4%         | 31.4%                 |

#### 地域限定旅行業務取扱管理者試験
全科目受験者と一部科目免除者の合計に基づく全体値のほか、全科目受験者の合格率を付記している。
| 実施年度           | 受験者数 | 合格者数 | 合格率 (全体) | 合格率 (全科目受験者) |
| ------------------ | -------- | -------- | ------------- | --------------------- |
| 2018年（平成30年） | 179      | 58       | 32.4%         | 32.4%                 |
| 2019年（令和元年） | 324      | 131      | 40.4%         | 39.8%                 |
| 2020年（令和2年）  | 255      | 106      | 41.6%         | 40.9%                 |
| 2021年（令和3年）  | 302      | 143      | 47.4%         | 46.4%                 |
| 2022年（令和4年）  | 376      | 150      | 39.9%         | 38.7%                 |
| 2023年（令和5年）  | 377      | 153      | 40.6%         | 40.4%                 |
| 2024年（令和6年）  | 546      | 231      | 42.3%         | 40.6%                 |

## 旅行業務取扱管理者研修
毎年春ごろ、旅行業法で定められている旅行業者等の業務に従事している者で、規定の条件を満たす者を対象に、全国旅行業協会と日本旅行業協会はそれぞれ旅行業務取扱管理者研修を行っている。研修は3種類あり、日本旅行業協会主催の総合旅行業務取扱を受ける場合が4日間、全国旅行業協会主催の国内旅行業務取扱または地域限定旅行業務取扱を受ける場合がどちらも2日間の講義を終えた後、後日行われる修了テストに合格しなければ修了したことにはならない。
国内旅行業務取扱の研修をすべて修了すると「国内」試験を受験する際に国内旅行実務科目が免除となり、地域限定旅行業務取扱の研修をすべて修了すると「地域限定」試験を受験する際に国内旅行実務科目が免除となり、総合旅行業務取扱の研修をすべて修了すると「総合」試験を受験する際に国内旅行実務と海外旅行実務の科目が免除となる。しかし、修了に必要な修了テストの問題は、これら免除となる科目の問題を解くためのスキルが必要とされている。
また、「総合」試験で受験科目が旅行業法令等と各種約款のみの合格率は概ね7割程度で推移している。